# 铅山县私立致远中学
铅山县私立致远中学，是中华人民共和国江西省上饶市的一所全日制私立中学，位于铅山县河口镇西南郊工业园区，占地约90亩。它由刘谷来等五名教师于1999年9月创建，现为刘谷来独资所有。
2001年7月，铅山县私立致远中学的初、高中分离。
2009年10月，铅山县私立致远中学被江西省人民政府、江西省教育厅评为省重点建设中学。

## 学校争议
据2023年1月7日江西上饶警方的通报，从2015年至胡鑫宇失踪事件前，共发生8起该校学生走失求助警情，他们均为自行出走且已找回。此外，2022年7月5日该校一名丁姓女生在校外居住小区内坠亡，排除刑事案件。官方最终认定胡鑫宇失踪事件当事人胡鑫宇于2022年10月15日凌晨在铅山县致远中学附近的金鸡山区域树林自缢身亡。